# Euclides Acevedo
Euclides Roberto Acevedo Candia (Puerto Casado, 13 de mayo de 1950) es un abogado y político paraguayo. Ocupó el cargo de ministro de Relaciones Exteriores, desde el 22 de enero de 2021 hasta el 27 de abril del 2022 Previamente, fue ministro del Interior, desde octubre de 2019 hasta enero de 2021. Entre 1993 y 1998, ejerció como diputado representando al Departamento Central. En 1998, asumió como senador, pero en 1999 presentó su renuncia para fungir como ministro de Industria y Comercio, bajo el gobierno de González Macchi.

## Biografía

### Estudios
Egresó como abogado en la Facultad de Derecho y Ciencias Sociales de la Universidad Nacional de Asunción en la promoción 1978.  En 1981 culminó un postgrado en Sociología del Desarrollo en Madrid, España. En el 2005, obtuvo el doctorado en ciencias jurídicas summa cum laude en la Universidad Nacional de Pilar. Además, culminó la especialización en Planificación Estratégica Nacional en el Colegio Nacional de Guerra, en 1994.
Realizó un curso de Sociología Política en el Centro de Estudios Democráticos de América Latina, en Costa Rica. Igualmente, cursó estudios en Economía Rural y Economía Política en Israel e Inglaterra, respectivamente. Además, cursó Introducción a la Filosofía Política en la Universidad de Heidelberg, Alemania.

### Carrera temprana
Se inició en la política ejerciendo varios cargos dentro del Partido Revolucionario Febrerista. Entre 1972 y 1974 fue Secretario Nacional de la Juventud Revolucionaria Febrerista, el ala juvenil del partido; entre los años 1972 y 1983 fue Director del Seminario del partido, El pueblo; entre 1983 y 1992 fue Presidente del Comité Ejecutivo Nacional del Partido Revolucionario Febrerista, también, en este mismo periodo (1983-1992) fue Convencional Nacional por el partido. En 1989, fue partícipe de la Asamblea Nacional Constituyente en Montevideo (Uruguay).
Entre los años 1999-2001 fue Presidente del Partido Encuentro Nacional (PEN).

### Cargos
Entre otros cargos, llegó a ser diputado por el Partido Encuentro Nacional en el periodo 1993-1998, y luego senador en el siguiente periodo (1998-2003). Entre 1995 y 1997 llegó a ser Embajador Extraordinario y Plenipotenciario del Paraguay ante el Reino de España y el Reino de Marruecos. Fue presidente del Partido Encuentro Nacional (PEN) y del Partido Revolucionario Febrerista (PRF) en los años 90.
Así mismo llegó a ser ministro de Industria y Comercio en el Gobierno de Luis Ángel González Macchi (1999-2003). Desde el año 2015 se desempeña como rector de la Universidad Sudamericana del Paraguay.

### Candidatura presidencial (2023)
El 29 de abril de 2022 renunció al cargo de canciller nacional para sumarse a la carrera presidencial por el movimiento político Nueva República con vistas a las elecciones generales del 2023, terminando en cuarto lugar, con un 1.40% del voto.